# Ernest Glendinning
Ernest Glendinning, il cui nome completo era Ernest John Glendenning (Ulverston, 19 febbraio 1884 – South Coventry, 17 maggio 1936), è stato un attore inglese naturalizzato statunitense la cui carriera si svolse essenzialmente sui palcoscenici teatrali.

## Biografia
Figlio di John Glendinning, nacque a Ulverston, in Cumbria il 19 febbraio 1884. Studiò al Margate College iniziando la sua carriera di attore sulle tavole del palcoscenico del vaudeville. Diventò poi una stella del teatro americano: nel 1913, fu partner della famosa attrice Marguerite Clark in Prunella, un successo di Broadway firmato da Laurence Housman e Harley Granville-Barker che avrebbe conosciuto nel 1918 una versione cinematografica. Anche l'attore fece occasionalmente qualche apparizione sullo schermo, prendendo parte a due pellicole mute e a un film sonoro.

## Spettacoli teatrali
- Captain Dieppe
- Prunella, di Laurence Housman e Harley Granville-Barker (Broadway, 27 ottobre 1913)
- The Greeks Had a Word for It, di Zoë Akins (Broadway, 25 settembre 1930)
- Move On, Sister
- By Your Leave
- A Roman Servant
- Seven Keys to Baldpate

## Filmografia
- The Seventh Noon (1915)
- Armi ed amori (When Knighthood Was in Flower), regia di Robert G. Vignola (1922)
- Grounds for Murder, regia di Harold Beaudine (1930)